# Västerleds församling
Västerleds församling är en församling i Birka kontrakt i Stockholms stift. Församlingen ligger i Västerort i Stockholms kommun i Stockholms län och utgör ett eget pastorat.
Församlingen omfattar stadsdelarna Alvik, Äppelviken,  Smedslätten, Ålsten, Höglandet, Olovslund, Nockeby, Nockebyhov och Stora Mossen söder om Drottningholmsvägen, och med Traneberg, Ulvsunda och Minneberg norr därom.

## Administrativ historik
Församlingen bildades 1955 genom en utbrytning ur Bromma församling och var till 1962 moderförsamling i pastoratet Västerled och Essinge för att därefter utgöra ett eget pastorat.

## Areal
Västerleds församling omfattade den 1 januari 1976 en areal av 11,5 kvadratkilometer, varav 9,3 kvadratkilometer land.

## Organister
| Ämbetstid | Namn        | Levnadstid | Övrigt    |
| --------- | ----------- | ---------- | --------- |
| 1957–1964 | Folke Wedar | 1917–1994  | Organist. |

## Kyrkobyggnader
- Västerledskyrkan (byggd: 1932)
- Sankta Birgitta kyrka (byggd: 1962)
- Sankt Ansgars kyrka (byggd: 1963)

### Bilder

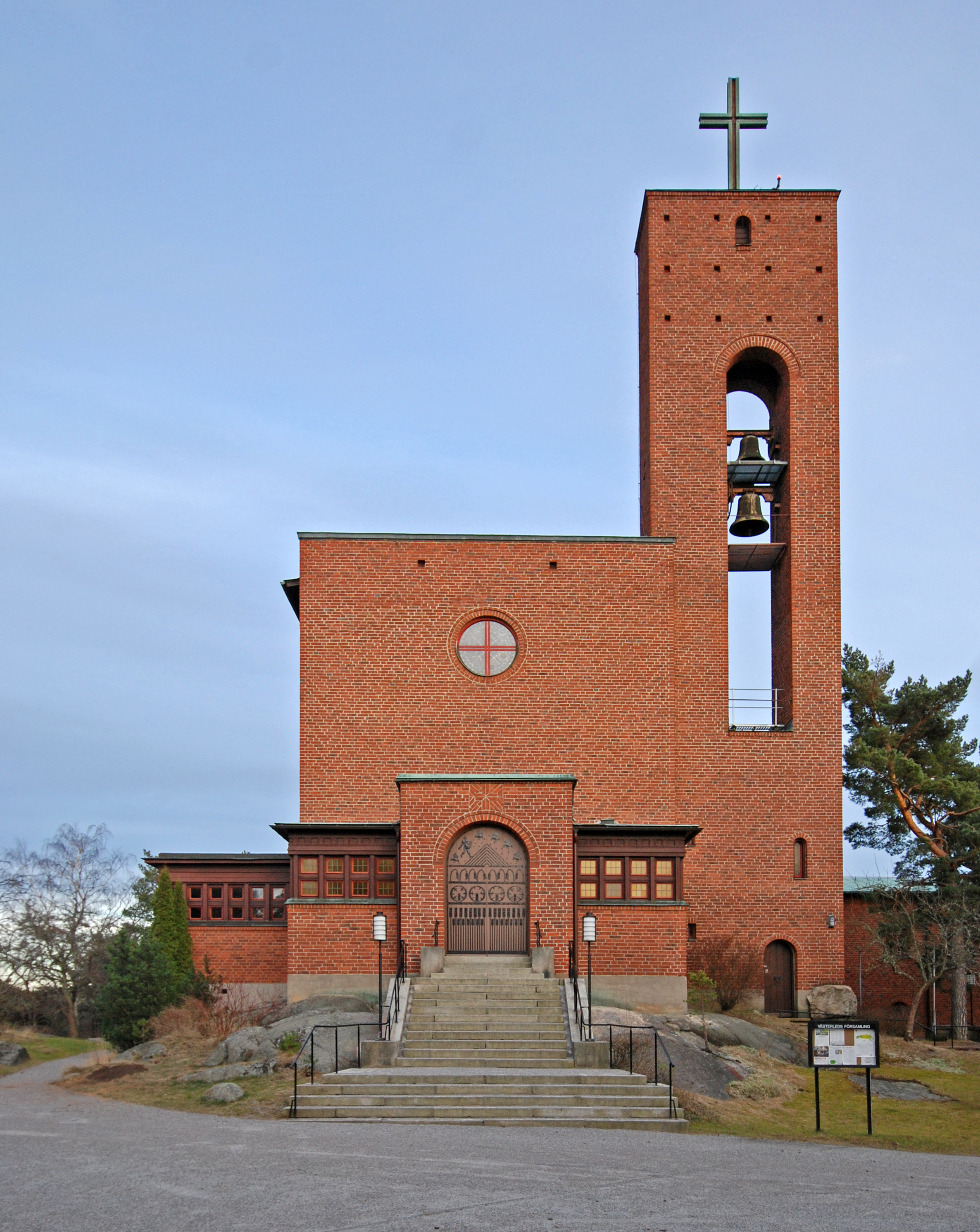
Västerledskyrkan
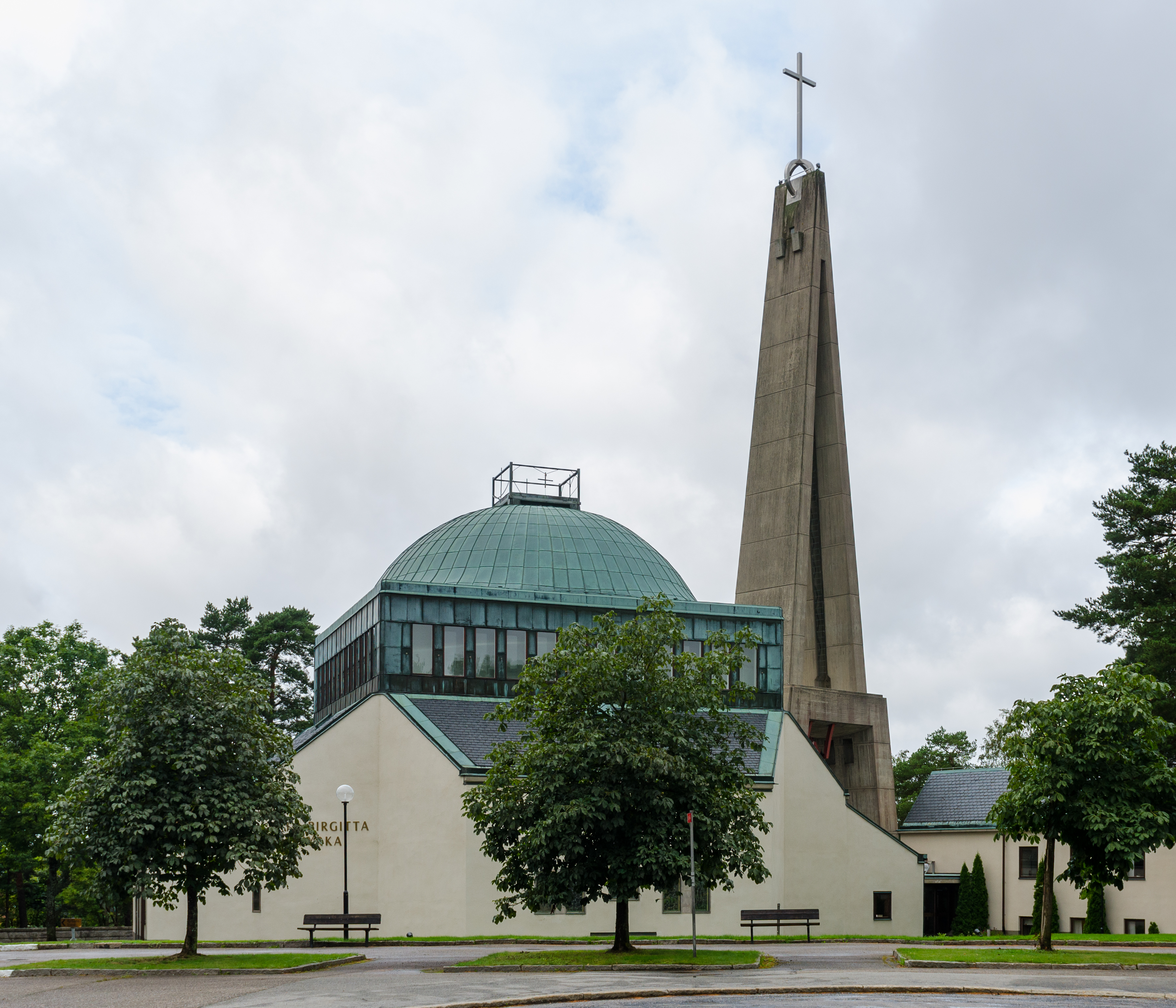
Sankta Birgitta kyrka
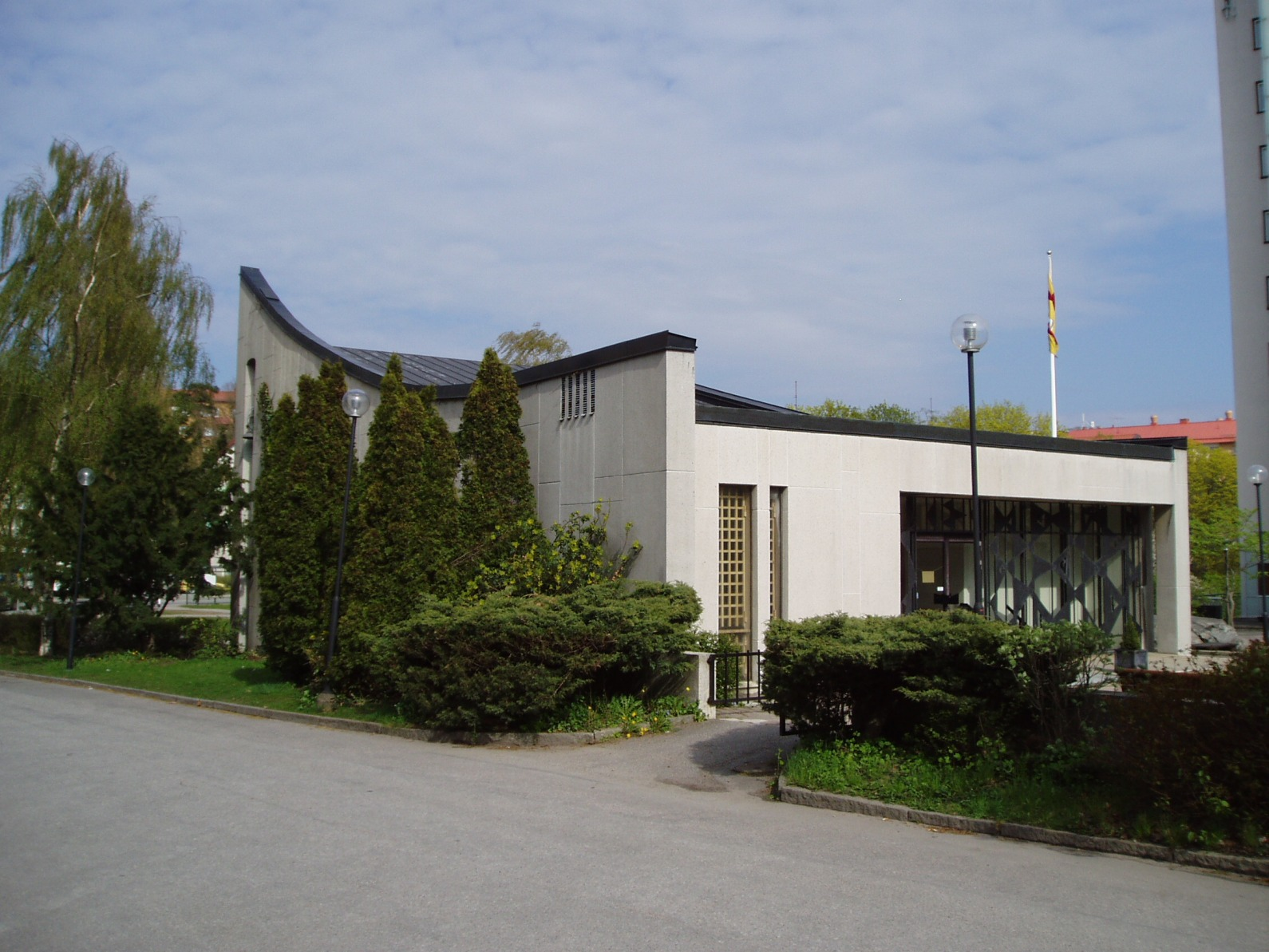
Sankt Ansgars kyrka

## Series pastorum
Lars Hedberg var kyrkoherde 1999-2013.
Sedan 2013 är Peter Träisk församlingens kyrkoherde.